# بوبي مك كول
بوبي مك كول (بالإنجليزية: Bobby McCool)‏ هو لاعب كرة قدم بريطاني في مركز نصف الجناح، ولد في 1948 في إدنبرة في المملكة المتحدة، وتوفي في 22 مارس 2019. لعب مع نادي تشيلتنهام تاون ونادي غلوستر سيتي ونادي لانارك الثالث.